# Turó de Comellats
El Turó de Comellats és una muntanya de 575 metres que es troba al municipi de Castellbell i el Vilar, a la comarca catalana del Bages.